# Поденій-Векі
Поденій-Векі (рум. Podenii Vechi) — село у повіті Прахова в Румунії. Входить до складу комуни Белцешть.
Село розташоване на відстані 72 км на північ від Бухареста, 17 км на північ від Плоєшті, 74 км на південний схід від Брашова.

## Населення
За даними перепису населення 2002 року у селі проживали 1850 осіб, з них 1849 осіб (99,9%) румунів. Рідною мовою 1849 осіб (99,9%) назвали румунську.